# Eötvös-Experiment
Das Eötvös-Experiment ist ein von Loránd Eötvös und Kollegen durchgeführtes Experiment zur Schwerkraft, bei dem überprüft wurde, ob Körper aus unterschiedlichen Materialien in voneinander abweichende Richtungen fallen. Es konnte keine unterschiedliche Fallrichtung für verschiedene Objekte gemessen werden.

## Das Experiment

Richtungen der Flieh- und Gravitationskraft an einem Ort der Erdoberfläche.

Im Rahmen der newtonschen Gravitationstheorie wird das Experiment als genaue Überprüfung des Verhältnisses von schwerer Masse und träger Masse bei den betreffenden Messobjekten gewertet. Dieser Bewertung liegt die Überlegung zugrunde, dass Körper mit einem unterschiedlichen Verhältnis von träger und schwerer Masse unterschiedlich auf das Schwerefeld der Erde reagieren könnten. Nach Newtons Theorie wird die Gewichtskraft eines Körpers auf der Erdoberfläche durch zwei prinzipiell unterschiedliche Kräfte bestimmt – durch die Gravitationskraft einerseits und eine aus der Eigenrotation der Erde resultierende Trägheitskraft, die Zentrifugalkraft, andererseits. 
An dem Ort, an dem das Experiment durchgeführt wurde, weisen beide Kräfte nicht in dieselbe Richtung. Daher könnten verschiedene Körper, die unterschiedlich auf die beiden Kraftanteile der Schwerkraft reagieren, in leicht voneinander abweichende Richtungen fallen. Ebenso wäre es denkbar, dass sie unterschiedlich schnell fallen. Diese Möglichkeit wurde im Rahmen des Eötvös-Experiments nicht untersucht; das geschah bereits von Galileo Galilei und Isaac Newton und danach noch von vielen anderen Experimentatoren. 

Wäre das Verhältnis von F_{1} zu F_{2} ein anderes als das von G_{1} zu G_{2}, würde der m_{1} und m_{2} verbindende Stab und mit ihm der an ihm befestigte Spiegel um die Pendelachse rotieren.

Für das Experiment wird ein langes Torsionspendel (siehe Abb.) verwendet: 
- Zwei Körper am unteren Ende des Pendels erfahren durch die aufgrund der Erdrotation wirkende Fliehkraft eine Auslenkung in Richtung Erdäquator; die Auslenkkraft ist proportional zur trägen Masse.
- Der Auslenkung entgegen wirkt die Gravitationskraft; diese ist proportional zur schweren Masse.
- Die gemessene Auslenkung stimmt mit der berechneten überein, wenn für träge Masse und schwere Masse identische Werte in die Berechnungen eingesetzt werden.

Da die untersuchten Körper im Laborsystem in Ruhe bleiben, wurden keine dynamischen Größen, sondern lediglich die Auslenkungswinkel gemessen. Es konnte mit einer Präzision von 1:108 gezeigt werden, dass für alle untersuchten Körper das Verhältnis von schwerer und träger Masse gleich ist. Diese Genauigkeit konnte später noch um mehr als drei Größenordnungen verbessert werden. 
Loránd Eötvös führte dieses Experiment zuerst im Jahre 1889 durch und veröffentlichte seine Ergebnisse 1890. Gemeinsam mit Pekár und Fekete verfeinerte er die Messungen in den Jahren 1906 bis 1909.
Die hierbei verwendeten Präzisionsmethoden werden heute u. a. in der Gravimetrie benutzt, die in der Angewandten Geophysik und Lagerstättenforschung eingesetzt wird.
Die zunächst rein empirisch festgestellte Äquivalenz von träger und schwerer Masse hat aber grundlegende Bedeutung bekommen, indem sie auf eine enge Beziehung von Gravitation und Trägheitskräften hinwies: Albert Einstein machte das als Äquivalenzprinzip zur Grundlage seiner allgemeinen Relativitätstheorie.
Eine moderne Version des Eötvös-Experiments ist das Molybdän-Scheiben-Experiment (Eöt-Wash-Experiment).
Eine zusammenfassende Auswertung alter Experimente vom Typ des Eötvös-Experiments führte Ende der 1980er Jahre zu Mutmaßungen über eine fünfte Kraft jenseits der Gravitation, schwacher, elektromagnetischer und starker Wechselwirkung.